# Jakub Markiewicz
Jakub Markiewicz (ur. 15 lipca 1972) – polski siatkarz,  grający na pozycji środkowego, obecnie biznesmen i działacz sportowy. W 2002 roku wystąpił 4 razy w reprezentacji Polski. W 2014 zdobył w składzie amatorskiej drużyny Espadon Szczecin w Bełchatowie Puchar Mistrzów Lig Amatorskich, został też uznany za najlepszego zawodnika turnieju. Jeden z pomysłodawców założenia Espadonu Szczecin, męskiego klubu siatkarskiego, od sezonu 2016/17 występującego w PlusLidze, w sezonie 2018/19 pod nazwą Stocznia Szczecin. 13 grudnia 2018 jako prezes spółki KPS Stocznia Szczecin zdecydował o wycofaniu klubu z rozgrywek.
W latach 2016–2017 prezes Zachodniopomorskiego Związku Piłki Siatkowej.

## Kluby
- Żak Pyrzyce
- BBTS Bielsko-Biała
- KS Morze Szczecin (2000–2001)
- K.S. Jastrzębie - Borynia
- Gwardia Wrocław (2001–2003)
- AZS PWSZ Nysa (2003–2004)
- Gwardia Wrocław (2005–2007)
- AZS Politechnika Warszawska (2007–2008)
- Morze Szczecin (2008–2009)[5]